# Chrono champenois-Trophée européen 2019
La 29e édition du Chrono Champenois-Trophée Européen a eu lieu le 8 septembre 2019. La course fait partie du calendrier international féminin UCI 2019 en catégorie 1.1. Elle est remportée par la Norvégienne Vita Heine.

## Classements

### Classement final
| \| Classement général \| Classement général \| Classement général \| Classement général \| Classement général \| \| Coureuse \| Coureuse \| Pays \| Équipe \| Temps \| \| ------------------ \| -------------------- \| ------------------ \| ------------------------------------ \| ------------------ \| \| 1re \| Vita Heine \| Norvège \| Hitec Products-Birk Sport \| 44 min 35 s \| \| 2e \| Mieke Kröger \| Allemagne \| Virtu Cycling Women \| + 4 s \| \| 3e \| Marlen Reusser \| Suisse \| Centre mondial du cyclisme \| + 27 s \| \| 4e \| Hayley Simmonds \| Royaume-Uni \| BTC City Ljubljana \| + 39 s \| \| 5e \| Eugenia Bujak \| Slovénie \| BTC City Ljubljana \| + 44 s \| \| 6e \| Teniel Campbell \| Trinité-et-Tobago \| Centre mondial du cyclisme \| + 48 s \| \| 7e \| Olga Zabelinskaïa \| Ouzbekistan \| Cogeas-Mettler-Look Pro Cycling Team \| + 1 min 45 s \| \| 8e \| Anastasiia Pliaskina \| Russie \| Cogeas-Mettler-Look Pro Cycling Team \| + 2 min 24 s \| \| 9e \| Elizaveta Oshurkova \| Russie \| Cogeas-Mettler-Look Pro Cycling Team \| + 3 min 08 s \| \| 10e \| Sarah Storey \| Royaume-Uni \| \| + 3 min 10 s \| |                      |                   |                                      |              |
| |                      |                   |                                      |              |
| |                      |                   |                                      |              |
| Classement général |                      |                   |                                      |              |
| Coureuse | Coureuse             | Pays              | Équipe                               | Temps        |
| 1re | Vita Heine           | Norvège           | Hitec Products-Birk Sport            | 44 min 35 s  |
| 2e | Mieke Kröger         | Allemagne         | Virtu Cycling Women                  | + 4 s        |
| 3e | Marlen Reusser       | Suisse            | Centre mondial du cyclisme           | + 27 s       |
| 4e | Hayley Simmonds      | Royaume-Uni       | BTC City Ljubljana                   | + 39 s       |
| 5e | Eugenia Bujak        | Slovénie          | BTC City Ljubljana                   | + 44 s       |
| 6e | Teniel Campbell      | Trinité-et-Tobago | Centre mondial du cyclisme           | + 48 s       |
| 7e | Olga Zabelinskaïa    | Ouzbekistan       | Cogeas-Mettler-Look Pro Cycling Team | + 1 min 45 s |
| 8e | Anastasiia Pliaskina | Russie            | Cogeas-Mettler-Look Pro Cycling Team | + 2 min 24 s |
| 9e | Elizaveta Oshurkova  | Russie            | Cogeas-Mettler-Look Pro Cycling Team | + 3 min 08 s |
| 10e | Sarah Storey         | Royaume-Uni       |                                      | + 3 min 10 s |

### Points UCI
| Position           | 1er | 2e | 3e | 4e | 5e | 6e | 7e | 8e | 9e | 10e | 11e | 12e | 13e à 15e | 16e à 25e |
| Classement général | 125 | 85 | 70 | 60 | 50 | 40 | 35 | 30 | 25 | 20  | 15  | 10  | 5         | 3         |